# Salaheddine Khalfi
Salaheddine Khalfi (ur. 14 marca 1979) – marokański piłkarz, grający jako pomocnik.

## Klub
Przez całą karierę związany był z Chabab Rif Al Hoceima.
W sezonie 2012/2013 zagrał 18 meczów, strzelił gola i miał asystę.
W sezonie 2013/2014 wystąpił w 14 meczach.
1 grudnia 2014 roku zakończył piłkarską karierę.